# Ron Shelton
Ron Shelton (15 de septiembre de 1945, Whittier, California) es un director de cine estadounidense. También es guionista y ha sido nominado a un Óscar. Shelton es conocido por la cantidad de películas sobre deportes que ha dirigido, lo que no es de extrañar porque él mismo fue jugador de béisbol de 1967 a 1971.

## Biografía

### Carrera cinematográfica
Después de trabajar como guionista hizo su debut en la dirección con Los búfalos de Durham[3] en 1988. Ambientada en el mundo del béisbol, una comedia romántica protagonizada por Kevin Costner y Susan Sarandon. El guion de Shelton ganó múltiples premios, entre ellos el del gremio de guionistas americanos, además de ser nominado para el Oscar de la academia.
Shelton volvió a trabajar con Costner en 1996 con Tin Cup.[2] Otros films suyos ambientados en el mundo del deporte son Play It to the Bone, un fiasco de crítica y público sobre el mundo del boxeo, y la exitosa comedia Los blancos no la saben meter con Woody Harrelson y Wesley Snipes en el papel de dos pícaros del baloncesto.
Shelton también ha escrito y dirigido dos biopics: Cobb, con Tommy Lee Jones en el papel del legendario jugador de béisbol Ty Cobb, y El escándalo Blaze, con Paul Newman en el papel del gobernador de Louisiana Earl Long.[2] 
Otras películas suyas sobre el mundo del deporte son The Best of Times, protagonizada por Robin Williams y Kurt Russell en el papel de antiguos jugadores de fútbol americano; el drama baloncestístico Blue Chips, con Nick Nolte, y la comedia pugilística The Great White Hype, con Samuel L. Jackson.
También ha dirigido dos filmes policíacos ambientados en la ciudad de Los Ángeles: Dark blue, con Kurt Russell y Scott Speedman, y Hollywood: Departamento de homicidios con Harrison Ford y Josh Hartnett.

### Vida privada
Shelton creció en Montecito, California, es el mayor de 4 hermanos. Estudió en el instituto de Santa Bárbara y en la universidad de Arizona.
Shelton está casado con la actriz Lolita Davidovich, que encarnó a la voluptuosa Blaze Starr en El escándalo Blaze y además ha trabajado en varias de sus películas. Tienen dos hijos.

## Filmografía
| Año  | Título                                | Cometido                                 | Observaciones                                               |
| ---- | ------------------------------------- | ---------------------------------------- | ----------------------------------------------------------- |
| 1981 | The Pursuit of D.B. Cooper            | Productor asociado                       |                                                             |
| 1983 | Under Fire                            | Guionista y ayudante de dirección        | Junto a Clayton Frohman, sobre el relato de Clayton Frohman |
| 1986 | The Best of Times                     | Escritor y ayudante de dirección         |                                                             |
| 1988 | Los Búfalos de Durham                 | Director y escritor                      |                                                             |
| 1989 | El escándalo Blaze                    | Director y guionista                     |                                                             |
| 1991 | Sharkskin                             | Productor ejecutivo                      | Cortometraje                                                |
| 1992 | White Men Can't Jump                  | Director y escritor                      |                                                             |
| 1994 | Blue Chips                            | Escritor y productor                     |                                                             |
| 1994 | Cobb                                  | Director y guionista                     |                                                             |
| 1995 | Open Season                           | Productor ejecutivo                      |                                                             |
| 1996 | The Great White Hype                  | Escritor                                 | Junto a Tony Hendra                                         |
| 1996 | Tin Cup                               | Director y escritor                      | Junto a John Norville                                       |
| 1999 | Play It to the Bone                   | Director y escritor                      |                                                             |
| 1999 | No Vacancy                            | Productor ejecutivo                      |                                                             |
| 2002 | Dark Blue                             | Director                                 |                                                             |
| 2003 | Hollywood: Departamento de homicidios | Director, escritor                       | Junto a Robert Souza                                        |
| 2003 | Bad Boys II                           | Guion                                    | Junto a Jerry Stahl, y The Wibberleys                       |
| 2010 | Jordan Rides the Bus                  | Director                                 | Cortometraje de la colección "30 por 30" de ESPN            |
| 2011 | Hound Dogs                            | Director, escritor y productor ejecutivo |                                                             |
| 2016 | Spaceman                              | Productor ejecutivo                      |                                                             |
| 2017 | Just Getting Started                  | Director y escritor                      |                                                             |

## Premios y distinciones
Premios Óscar
| Año  | Categoría            | Película              | Resultado |
| ---- | -------------------- | --------------------- | --------- |
| 1989 | Mejor guion original | Los búfalos de Durham | Nominado  |